# Egyetemiek Háza (Kolozsvár)

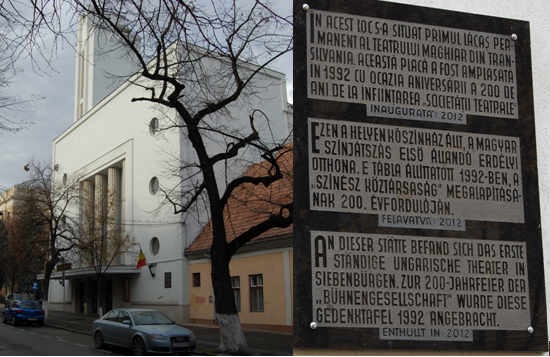
A háromnyelvű emléktábla

Az Egyetemiek Háza (Casa Universitarilor) a kolozsvári Babeș–Bolyai Tudományegyetem központi épülete mellett, a Farkas (Kogălniceanu) és a Színház (Emmanuel de Martonne) utcák sarkán található bauhaus stílusú épület. A romániai műemlékek  jegyzékében a CJ-II-m-A-07388 sorszámon szerepel.
Hivatalos neve Colegiul Academic azaz Akadémiai Kollégium.

## Története
Az épület helyén állt az 1804-1821 között épített színház, a legrégibb magyar színházépület. 1906-ban, a Hunyadi téri színház megnyitásakor a régi színházépület az egyetem tulajdonába került. A növénytani múzeumi raktárként használt épületet  1935-ben lebontották. Helyére George Cristinel tervei alapján a kor színvonalának és ízlésének megfelelő diákházat építtettek, amelyet 1937. június 13-án avattak fel II. Károly román király jelenlétében. Az építkezés forrását a Gheorghe Tătărăscu által vezetett liberális kormány biztosította azáltal, hogy a szokásos költségvetésen felül 44 millió lejt adott építkezési célokra. (Ebből az alapból épült az egyetem csillagvizsgáló intézete is). Az építkezéshez felhasználták a színházépület alapját és anyagát is. Az épület neve ekkor II. Károly akadémiai kollégium, majd a második bécsi döntést követő években Mátyás király diákház volt.
1959 márciusában itt tartották Nicolae Ceaușescu és Ion Iliescu részvételével azt a nagygyűlést, amelyen kimondták a Victor Babeș és Bolyai egyetemek egyesítését.

## Leírása
Az épület két tömbből áll, amelyeket árkádos belső udvar választ el. A Farkas utcára néző nagyobbik épületrészben a földszinten társalgó, az emeleten ezer férőhelyes hangversenyterem található. A 2003-ban végrehajtott felújításig itt volt az 1955-ben alapított kolozsvári Állami Filharmónia székhelye is. A filharmónia 2012 őszén visszaköltözött az épületbe. A kisebbik épületrészben irodák helyezkednek el, az udvaron vendéglő van. 
2012. november 30-a óta, a bejárati ajtótól jobbra, emléktábla hirdeti, hogy itt állott a magyar nyelvterület első kőszínháza.